# Downham Market
Downham Market – miasto w Wielkiej Brytanii, w Anglii, w regionie East of England, w hrabstwie Norfolk. W 2001 r. miasto liczyło 6 730 mieszkańców. Rozciąga się na powierzchni 5,2 km².
W tym mieście ma swą siedzibę klub piłkarski – Downham Town F.C.